# In the Sign of the Ravens
In the Sign of the Ravens è il primo album in studio del gruppo musicale Mithotyn, pubblicato nel 1997 dalla Black Diamond Productions.

## Tracce
1. Upon Raging Waves – 5:07
2. In the Sign of the Ravens – 5:53
3. Shadows of the Past – 7:34
4. Lost in the Mist – 4:18
5. Embraced by Frost – 7:20
6. In the Forest of Moonlight – 4:20
7. Tills dagen gryr ("Until the Day Dawns") – 1:02
8. Stories Carved in Stone – 8:00
9. Freezing Storms of Snow – 7:26
10. Where My Spirit Forever Shall Be – 4:08
11. Let Thy Ale Swing – 0:59

Durata totale: 56:07

## Formazione
- Stefan Weinerhall - voce, chitarra, testi
- Karl Beckmann - voce, chitarra, tastiere
- Rickard Martinsson - voce, basso
- Karsten Larsson - batteria